# Schlippenbach

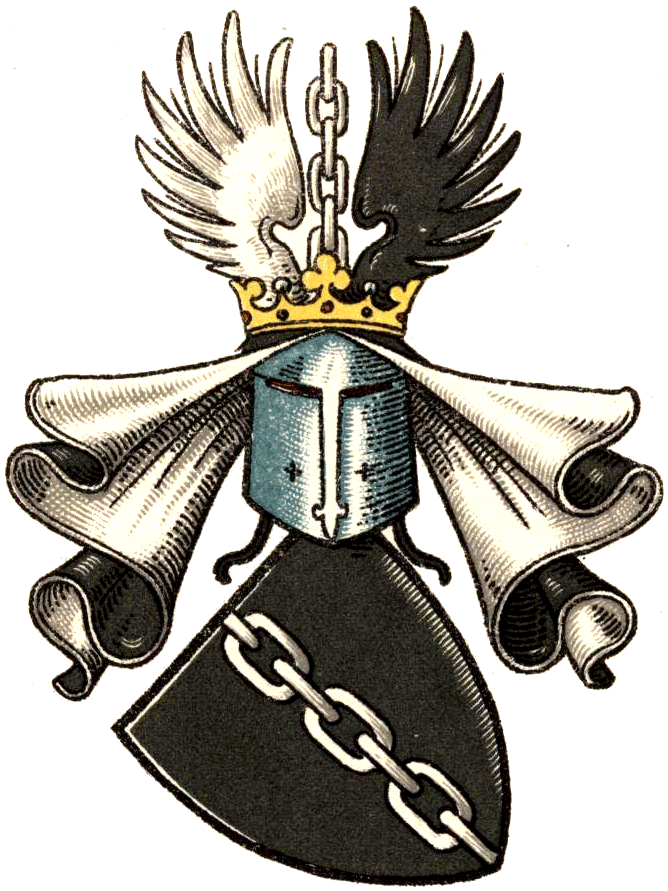
Escudo de armas de la familia von Schlippenbach

Schlippenbach es el nombre de una antigua familia noble de Westfalia que se extendió más tarde en Prusia, Suecia, Pomerania y los Estados Bálticos. La familia, cuyas ramas existen en parte hoy en día, originalmente pertenece al Uradel (nobleza primigenia) del Ducado de Berg y del Condado de Mark.

## Origen
La primera mención documentada de la dinastía entre los caballeros de Westfalia con los hermanos Hannes , Rotger y Herman Slippenbeke en un documento fechado el 31 de agosto de 1386. [1] Están allí como ayudante de Heydenreich van Bracht Plett en su pelea contra la ciudad de Colonia llamada. [2] Herman y Rotger aparecen más tarde, 1388-1390, en Dortmund libro pelea como ayudante de los Condes de la marca y los arzobispos de Colonia. [3] [2]
La línea familiar asegurada comienza con Johann Schlippenbach en Bornhusen (Livonia), que aparece entre 1518 y 1542 en un documento. El nombre que da la casa matriz es probablemente Schlittenbach, hoy un barrio en el este de la ciudad de Lüdenscheid. [4]

## Propagación y personalidades
En 1410, Johann Luttekenbole, llamado Slyppenbeck, aparece como juez de Menden. 1413 se sella con el blasón Schlippenbach y se menciona en 1420 como ciudadano de Menden. También en la ciudad de Iserlohn, que entonces pertenecía al condado de Mark, los miembros de la familia estaban oficialmente activos. Los Caballeros Teutónicos Heinrich Schlippenbach transfirieron el 23 de agosto de 1464 su herencia en la corte Haitzenrode en el Ducado de Berg, su sobrino epónimo ante alcalde y jurado. En 1479, Heinrich von Slypenbecke adquirió, para la vida de su hija Lijsabeth, la licencia municipal de colonia para ocho gulden y 80 groschen. [2]
En Livonia, la familia aparece documentada por primera vez en 1428 con Heinrich Slyppenbecke, quien aparece como testigo junto con un vasallo de la Orden Teutónica [5] y 1438 como escriba del alguacil de Karkus. [6]
El Lehnsbesitz (feudo) más antiguoLa familia en Livland es el pueblo de Heres, también conocido como Herres, cerca de Karkus, en el área de Bornhusen. Perteneció como posesión indivisa al padre de los hermanos Johann II y Markus. Johann selló en 1518 como testigo y recibió en 1519 del maestro de pedidos alemán Plettenberg más bienes en el país de Bornhusener como feudo. Lideró desde 1542 como apellido testamentario van Bardenhusen. Su hijo Johann III. murió sin herederos. La posesión de Bornhusen fue a su sobrino Friedrich III. durante el cual su hermano Johann V. recibió a Heris en 1582. Ambas posesiones no pudieron reunirse hasta 1630. El bisnieto de Federico III, que cayó en 1577 en la lucha contra los rusos, dividió la finca en 1678 y estableció las líneas a Alt-Bornhusen y Neu-Bornhusen. New Bornhusen se vendió en 1725. En 1748 murió el macho Livestiany Old-Bornhusen fue a la llegada de Kurland Otto Johann von Schlippenbach, yerno del último propietario de la finca. Otto Johann se crio en 1768 en el Barón Imperial. [2]
Ya en 1564 Federico I, hermano de Juan III., Aparece en Curlandia. Estaba en el mismo año en posesión del tronco bueno Sahlingen en la parroquia Goldingen, que todavía tenía 1552 Hermann von Dönhoff . Como promesa también recibió a Behnen en la parroquia Autz, desde 1572 fue comisionado fronterizo. Su hijo Friedrich III. Más tarde heredó Bornhusen y su hermano Johann V. es el verdadero progenitor de la línea Kurland-Sahlinger. [2] A partir de esta línea de vino, entre otros, Friedrich Christoph Carl von Schlippenbach (1624-1660), el mismo Chamberlain de la Reina sueca Christina y Mariscal de la cuenta Palatine Karl Gustavera. También participó en las negociaciones que llevaron a Charles Gustav 1654, la corona real sueca. Para agradecerle, recibió de él en el mismo año, el conde sueco . Su hijo Karl Friedrich Count von Schlippenbach (* 1658) sirvió inicialmente en el ejército sueco, pero se unió en 1686 en los servicios militares prusianos. En 1714 se convirtió en gobernador de Kołobrzeg y las fortalezas de Pomerania y jefe de administración de Egeln. Murió en 1723 como un general de caballería prusiano real (desde 1715). [7]
A mediados del siglo XIX, la casa del conde floreció en dos líneas, una de Brandeburgo y una de Silesia. De la línea silesia vino, entre otros, Theodor Graf von Schlippenbach (1788-1847), señor del reinado Hennersdorf cerca de Neisse en Silesia. De su matrimonio con Auguste von Gaza vino su hijo August Graf von Schlippenbach (* 1821) y sus hermanas las condesas Melanie (* 1827) y Elisabeth (* 1830). [7]
De la línea Mark vino Karl Graf von Schlippenbach (1795-1836), capitán prusiano , que se casó en 1832 con Luise Freiin von der Reck . Tenía seis hermanas y cinco hermanos. De sus hermanas, la condesa Emilie se casó en 1830 con el doctor en teología Richard Jelf, canónigo de Oxford y miembro de la junta directiva del Kings College y la condesa Rosalie 1832 Johann von Ozeroff, imperial chambelán ruso , consejero de bienes raíces , enviado y ministro plenipotenciario de Lisboa . De los hermanos fue Wilhelm Graf von Schlippenbach (1797-1842) mayor prusiano y ayudante personal del Príncipe Carlos de Prusia, Fernando Conde von Schlippenbach(1799-1866), teniente general prusiano y Ernst Count von Schlippenbach (1804-1885), señor del reino de Heiligenkreuz en Croacia , coronel prusiano y miembro de la junta del magnate croata . [7]
El conde Albert von Schlippenbach (1800-1886), también uno de los cinco hermanos, fue un importante poeta y escritor. Donó 1848 Schönermark , que estaba en posesión familiar desde 1686, con Arendsee, Christianenhof, Raakow, Wilhelmshof, Wittstock y Ferdinandshorst como Fideikommiss . [8]

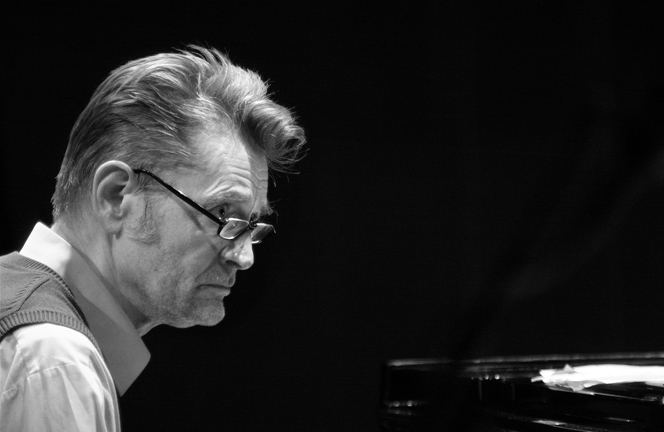
Alexander Graf von Schlippenbach

El hijo de Wilhelm, Karl Friedrich Wilhelm Hermann, Albert Alexander Count von Schlippenbach (1830-1908) fue nombrado general de la infantería y gobernador de Maguncia . De los hijos del conde Ernst fue Hans Count von Schlippenbach (1846-1926), el mayor general prusiano y Stephan Count von Schlippenbach (1842-1910), teniente mariscal de campo kuk . Stephans, hijo del mismo nombre (* 1907), fue editor económico en los diarios Die Welt y Rheinischer Merkur y fue activo por última vez en la Asociación Federal de la Industria Alemana en el campo de la protección del medio ambiente. Su hijo Alexander Graf von Schlippenbach (*1938) es compositor y pianista de jazz. En 1966 fundó la Globe Unity Orchestra y desde 1988 ha dirigido la Berlin Contemporary Orchestra. En 1994 recibió el primer Premio Alemán de Jazz . [8] Se casó con el músico de jazz japonesa Aki Takase (* 1948). Su hijo Vincent Graf von Schlippenbach (* 1980) también es conocido como DJ Illvibe .

### Encuestas
Senatsukas llevó a cabo un reconocimiento imperial ruso por el liderazgo del título del barón el 27 de abril de 1857 y el 3 de abril de 1862. [4]
Desde la línea, Sahlingen recibió al real sueco Oberstmundschenk, Oberkammerherr y coronel del guardaespaldas Carl Christoph von Schlippenbach en Skövde (Suecia), Liuksala (Finlandia) y Klein-Sahlingen (Courland) el 1 de junio de 1654, el conde sueco. La introducción a la clase de 
conde de la caballería sueca tuvo lugar en 1654 bajo el número 20. Su hijo Carl Friedrich Count von Schlippenbach (1658-1723), teniente general prusiano, comandante de Kolberg y promesa de Wollin (Pomerania), y cuyos descendientes llevaban el título de rey en el reino Prusia sin oposición. [4]
También de la línea Sahlingen llegaron Christopher III von Schlippenbach en Allmahlen (Courland), real general español-holandés , que recibió el título de Conde español en primogenitura el 28 de febrero de 1711 en Barcelona y Otto Johann von Schlippenbach en Jöggis (Estonia), Él fue criado el 25 de octubre de 1768 a Viena en la corte real imperial con la dirección Wohlgeboren . [4]

## Cresta
Las armas de la tribu muestra en negro y pálido como una plata abgeledigte cadena de tres Conjunto y media dos miembros. En el casco con casco negro-plateado cubre la cadena entre un vuelo abierto, derecho plateado, izquierdo negro . [4]

## Escudo de la Rama Sueca
El escudo de armas sin armas otorgado en 1768 muestra dentro de un borde de escudo de oro en forma de pila negra una cadena de plata descolorida de tres miembros enteros y dos medios miembros (escudo de armas raíz). En el casco con negro y plateado cubre la cadena entre un vuelo abierto, derecho plateado, izquierdo negro. Como porta escudo, dos Geharnischte plateados con plumas doradas de casco, la derecha sosteniendo una lanza, la izquierda de un escudo de acebo. [4]
Escudo de armas sueco 
El escudo de armas sueco, emitido en 1654, está descuartizado y cubierto con una pizarra dividida por un escudo de corazón negro y plateado , en forma de pila, una cadena blanqueada de tres enlaces completos y dos medios enlaces en colores confusos (escudo de armas raíz). 1 en azul de una nube gris en el borde del escudo que emerge de un brazo vestido de rojo, sosteniendo en su mano una corona aristocrática dorada , 2 en oro, una aguja de Mercurio entrelazada por dos serpientes azules , 3 en oro una lanza marrón con una punta plateada, alrededor de las dos coronal las ramas verdes de laurel están atadas, 4 en azul un corcel saltador, El escudo de armas tiene tres cascos. A la derecha, con cubiertas de casco azul y dorado, una doncella vestida de verde con túnica verde, en su mano derecha una escama dorada, en su izquierda la corona de la nobleza, en el casco central con mantas rojo plateadas, una cabeza de Janus con un sombrero azul, cubierto con dos alas plateadas, en el casco izquierdo con mantas negras y doradas, un casco plateado con casco abierto, con tres cascos de plumas de avestruz (oro, plata, azul), en la derecha un sable turco con punta de oro, en el Izquierda sosteniendo un escudo con bordes plateados con Medusenhaupt dorado . Como portacuchillas, dos leones dorados coronados con aspecto interior . [4]

### Escudo de armas español
El escudo de armas español, otorgado en 1711 a Christopher III von Schlippenbach, está acuartelado y ocupado por un escudo de corazón (escudo de la raíz). 1 y 4 una torre, 2 y 3 una espada articulada que se balancea desde el borde izquierdo del escudo. En el escudo , la corona de la hoja de un conde . Como portador del escudo a la derecha, un grifo y a la izquierda un león, ambos reflejando, cada uno sosteniendo una pancarta, en él un casco coronado con una cadena colgante. [2]

## Familiares conocidos
- Christoph Karl von Schlippenbach (1624-1660), funcionario judicial, político y diplomático sueco

Georg Christopher de Schlippenbach (1645-1717), Oberburggraf de Mitau y Oberrat en el Ducado de Courland y Semgallen
Wolmar Anton von Schlippenbach (1653-1739), 1704/06 Gobernador general de Suecia-Estonia
Christopher III von Schlippenbach (1654-1713), comandante general en el servicio holandés, coronel de un regimiento de dragones.
Casimir Abraham von Schlippenbach (1680-1755), teniente general en el servicio holandés, coronel de un regimiento de dragones.
Carl Friedrich von Schlippenbach (1693-1723), general prusiano de la caballería